# Komani (Crnogorci)
Komani, crnogorsko pleme iz Katunske nahije naseljeno između Zagarača na sjeveru i plemena Gradac na jugu. Svoje ime, koje su dobili po brdu Kom, isprva je nosilo nestalo istoimeno bratstvo na jugu plemenske oblasti, na kojem će se kasnije nastaniti novija bratstva Radulovići i Bezdanovići. Pleme je podijeljeno na dvije velike grupe bratstava, to su  'Komani'  u užem smislu na jugu i Bandići na sjeveru. Bandići na zapadu graniče sa Ozrinićima, a glavna sela su im Đeđeza, Mokanje, Milate Bandićske, Župa Bandićska i Mugošina Livada (ili Livada). Uz Bandiće ovdje žive i manja bratstva Stanišići, Pavićevići-Dragomidoljci i Martinovići-Bajići.  'Komani'  imaju sela Dolovi, Zeleni Dolovi, Crvena Paprat i najzad Župa Bezdanska, Baloča, Ora'ovica i Ćava, a glavninu stanovništva čine kuće Bezdanovića i Radulovića. 

## Vanjske poveznice
- Pleme KOMANI